# Plaza de Cagancha
Plaza de Cagancha è una delle piazze principali della capitale uruguaiana Montevideo. 

## Storia
La piazza, di forma ottagonale ed intersecata dalla Calle Principal, fu tracciata da José María Reyes nel piano di espansione di Montevideo come centro del nuovo quartiere ad est della città vecchia. Nel 1836 l'architetto italiano Carlo Zucchi rettificò il progetto disegnando uno spazio di forma rettangolare.
Nel 1840 la piazza fu ribattezzata Cagancha in omaggio alla vittoria del generale Fructuoso Rivera contro le truppe della Confederazione Argentina. Dopo ripetuti cambi di denominazione figli dei numerosi mutamenti politici, nel 1867, in omaggio alla ritrovata pace tra i due principali partiti del paese, fu eretta al centro della piazza la Colonna della Pace, disegnata dall'italiano Giuseppe Livi. Nel 1905, su progetto dell'architetto francese Charles Thays plaza de Cagancha e la sua viabilità vennero ulteriormente modificate. La piazza divenne infatti un grande giardino rettangolare con fontane e scalinate che interrompeva il percorso della grande avenida 18 de Julio. Nella prima metà del XX secolo sorsero attorno a plaza de Cagancha alcuni edifici di notevole valore artistico, come l'ateneo, il Palazzo Chiarino, il Palazzo Montero e il Palazzo Piria, che conferirono al luogo l'aspetto di salotto buono della città. 
Nel 1939 la piazza tornò ad essere nuovamente attraversata dall'avenida 18 de Julio. Nel 1994 fu oggetto di diversi interventi ed il lato sud fu pedonalizzata.

## Chilometro zero
La Colonna della Pace posta al centro di plaza de Cagancha è il chilometro zero del sistema stradale uruguaiano.